# Sir Kay
Sir Kay (Middelnederlands: Key of Keye, Welsh: Cai, Latijn: Caius) is een figuur uit de sage rondom koning Arthur. Daarin was hij een van de Ridders van de Ronde Tafel en een oudere stiefbroer van koning Arthur. Zijn vader is Sir Hector. 
Sir Kay wordt als een van de eersten genoemd in de Arthur-legendes samen met Bedivere en Walewein. Hij komt voor in de verhalen Culwin en  Owain in het boek Mabinogion, de Parzival en The Once and Future King. In de verhalen wordt hij vaak bestempeld als jaloers, ongeduldig en zelfs gewelddadig. Zo ranselde hij in de Parzival Cunneware van Lalant af en Antanor; haar omdat ze voor het eerst lachte bij het zien van de held Parzival en hem omdat hij voor het eerst sprak bij het zien van haar lach. Parzival nam Keye de mishandeling zó kwalijk, dat hij voortaan overwonnen ridders naar Cunneware van Lalant stuurde en pas naar Artus' hof terug wilde keren als de misdaad op die manier was vergolden. 
Toch was Keye volgens Wolfram von Eschenbach, de auteur van de Parzival, geen 'kinkel' en vertoonde hij slechts ruw gedrag om zijn heer Artus (Arthur) te beschermen: hij scheidde zo 'bedriegers en oneerlijk volk van de nobelen'.